# بساپک امینس
بساپک امینس (نام علمی: Zygophlebia eminens) نام یک گونه از تیره بسپایکیان است. این گونه بوم زاد اکوادور است زیستگاه طبیعی این گونه مناطق نیمه گرمسیری و گرمسیری جنگل‌های کوهستانی است. این گونه با خطر تخریب زیستگاه روبه رو است.